# امشب در خانه خواهیم رقصید
امشب در خانه خواهیم رقصید (رومانیایی: Astă-seară dansăm în familie) یک فیلم کمدی رومانیایی به کارگردانی جئو سائیزسکو است که در سال ۱۹۷۲ منتشر شد.

## بازیگران
- دم رادولسکو
- سباستیان پاپایانی
- پتره گئورگیو
- اشتفان میهایلسکو-بریلا
- یوانا بولکا
- استلا پاپسکو
- ویولتا آندری
- دراگا اولتانو ماتئی